# Maria Marcus
Maria Marcus (geboren 27. März 1926 in Hamburg; gestorben 20. Januar 2017 in Kopenhagen) war eine dänische Schriftstellerin.

## Leben
Maria Marcus war eine Tochter des Hamburger Landgerichtsdirektors Franz Marcus und der Leonore Bernhard; sie hatte einen Bruder. Ihr Vater wurde nach der Machtübergabe an die Nationalsozialisten 1933 als Jude in Deutschland verfolgt; die Familie emigrierte daher nach Dänemark, wo sie familiäre Wurzeln hatte. Als 1943 die Deportation der dänischen Juden drohte, gelang der Familie Marcus wie auch den meisten Juden in Dänemark die Flucht über das Meer nach Schweden. Nach Kriegsende kehrten sie nach Dänemark zurück. Marcus heiratete 1954 den Jazz-Experten Erik Wiedemann (1930–2001); sie hatten drei Kinder, die Ehe wurde 1967 geschieden. Vinca Wiedemann ist Filmemacherin, Nana Wiedemann arbeitet als Psychotherapeutin, Katrine Wiedemann ist Regisseurin.
Marcus studierte Literaturgeschichte an der Universität Kopenhagen. Von 1953 bis 1962 arbeitete sie als Kunstkritikerin bei der Zeitung Dagbladet Information. Von 1961 bis 1979 war sie als Journalistin in der Kulturredaktion von Danmarks Radio (DR) angestellt. Sie absolvierte dann eine Ausbildung zur Gestalt- und Körperpsychotherapeutin und schrieb eine Vielzahl an Lebensratgebern.
Ihr Grab befindet sich auf dem Kopenhagener Assistenzfriedhof.

## Schriften (Auswahl)
- Paul Klee. Gyldendal, 1956
- Puttens Mor (Pseudonym): Putten. Hasselbalch, 1957
- Kvindespejlet. Fremad, 1964. Roman
- Den frygtelige sandhed – en brugsbog om kvinder og masokisme. Tiderne Skifter, 1974
  - Die fruchtbare Wahrheit : Frauen und Masochismus. Übersetzung Gisela Jensen. Reinbek : Rowohlt, 1987
- Alle tiders forår, ungdomsroman. Tiderne Skifter, 1977
- Himmelsengen, noveller om sex for unge. Høst & Søn, 1979
- mit Stig Sohlenberg: Jeg elsker det, pornografisk roman. Tiderne Skifter, 1980
- Kys prinsen, en erfaringsbog. Tiderne Skifter, 1984
- Barn af min tid. En erindringsbog. Tiderne Skifter, 1987. Erinnerungsbuch über die NS-Verfolgung
- Lili-og-Jimi, en kærlighedsroman. Tiderne Skifter, 1991
- Evig ungdom. Om livets vendepunkt. Tiderne Skifter, 1994
- Vi mødes ikke tilfældigt. En guide til kontaktannoncernes verden. Tiderne Skifter, 1996
- Det erotiske isbjerg: om ulyst og nulyst i seksualiteten. Tiderne Skifter, 1999
- Med krop og sjæl. Erindringer: kvinde i min tid. Tiderne Skifter, 2002 Erinnerungen
- Dating for dig: en lille guide til netdating. Tiderne Skifter, 2004
- Bulen i mit bryst: en godartet cancerhistorie. Tiderne Skifter, 2005
- Min egen rødstrømpe abc. Politikens, 2010
- Dame med stol. Tiderne Skifter, 2012